# Bridge over Troubled Water
Bridge Over Troubled Water (česky: Most přes rozbouřené vody) je páté a poslední studiové album dua Simon & Garfunkel. Album vyšlo 26. ledna 1970 a dosáhlo na první příčku hitparády časopisu Billboard. Vyhrálo cenu Grammy pro nejlepší album roku, cenu Grammy pro nejlépe nahrané album. Titulní skladba získala cenu Grammy pro nahrávku roku a cenu Grammy pro skladbu roku v roce 1971. Alba se prodalo přes 25 miliónů výlisků. Na gramofonových deskách bylo později v licenci vydáno v někdejším Československu prostřednictvím firmy Supraphon.

## Seznam skladeb
Všechny skladby pokud není uvedeno jinak složil Paul Simon.
1. "Bridge over Troubled Water" – 4:52
Nahráno: 9. listopad 1969
2. "El Condor Pasa (If I Could)" (Daniel Alomía Robles, anglický text Paul Simon, aranžmá Jorge Milchberg) – 3:06
Nahráno: 2. listopad 1969
3. "Cecilia" – 2:55
Nahráno: 2. listopad 1969
4. "Keep the Customer Satisfied" – 2:33
Nahráno: 2. listopad 1969
5. "So Long, Frank Lloyd Wright" – 3:41
Nahráno: 9. listopad 1969
6. "The Boxer" – 5:08
Nahráno: 8. listopad 1969
7. "Baby Driver" – 3:14
Nahráno: 2. listopad 1969
8. "The Only Living Boy in New York" – 3:58
Nahráno: 15. listopad 1969
9. "Why Don't You Write Me" – 2:45
Nahráno: 8. listopad 1969
10. "Bye Bye Love" (Felice a Boudleaux Bryant) (živá nahrávka z koncertu v Ames Iowa) – 2:55
Nahráno: 14. listopad 1969
11. "Song for the Asking" – 1:49
Nahráno: 1. listopad 1969

### Bonus (na CD z roku 2001)
1. "Feuilles-O" - demo (Tradicionál) – 1:45
Nahráno: 11. srpen 1969
2. "Bridge over Troubled Water" - demo nahrávka č. 6 – 4:46
Nahráno: 13. srpen 1969

## Hudebníci
- Paul Simon — zpěv, kytara
- Art Garfunkel — zpěv
- Los Incas — peruánské nástroje
- Joe Osborn — basová kytara
- Larry Knechtel — klávesové nástroje
- Fred Carter, Jr. — kytara
- Hal Blaine — bicí
- Pete Drake — pedálová steel kytara, dobro
- Jimmy Haskell a Ernie Freeman — smyčce
- ? - flétna, saxofon, lesní roh